# San Roque, Antioquia
San Roque là một khu tự quản thuộc tỉnh Antioquia, Colombia. Thủ phủ của khu tự quản San Roque đóng tại San Roque Khu tự quản San Roque có diện tích 44 ki lô mét vuông. Đến thời điểm ngày 28 tháng 5 năm 2005, khu tự quản San Roque có dân số 18019 người.